# Ramsar

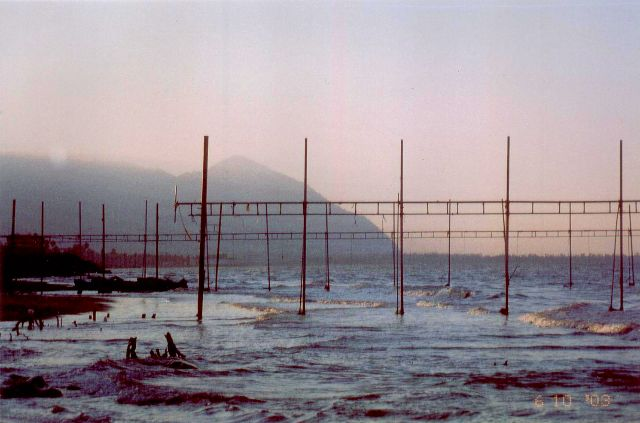
Das Kaspische Meer bei Ramsar

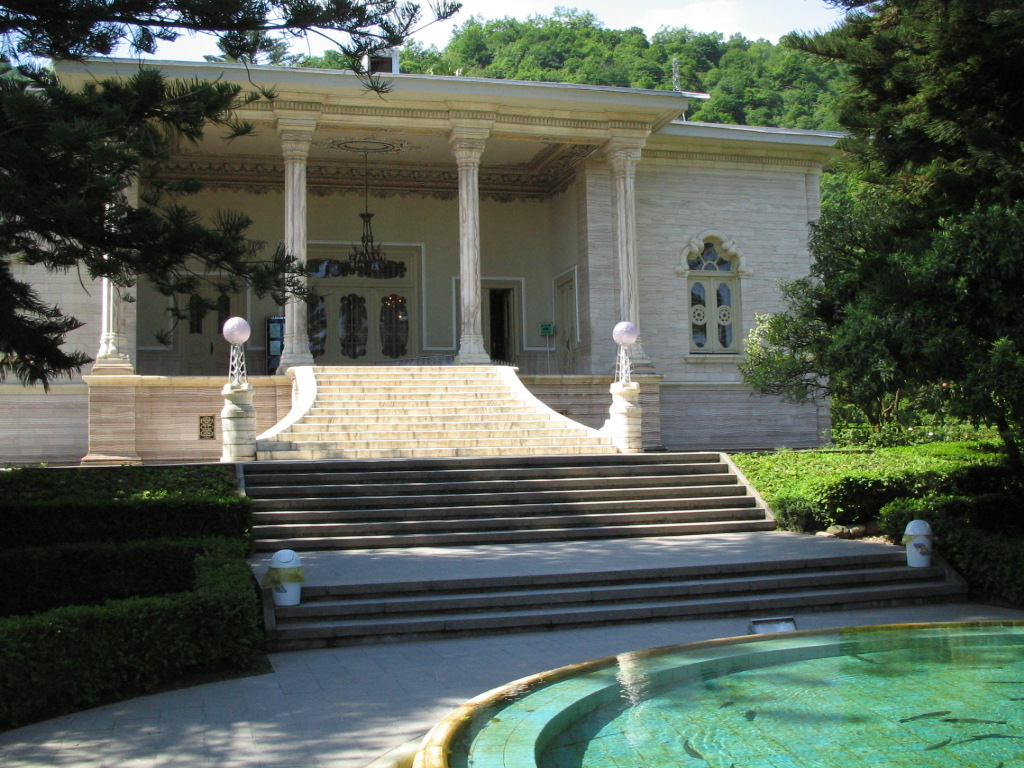
Kaiserlicher Palast, Ramsar

Ramsar (persisch رامسر, DMG Rāmsar) ist eine Stadt in der Provinz Mazandaran, Nord-Iran, am Kaspischen Meer und am Elburs-Gebirge mit über 35.000 Einwohnern (Stand 2016). 
Der Flughafen in Ramsar ist einer der am niedrigsten gelegenen Flughäfen der Welt (21 Meter unter dem Meeresspiegel), der bis zuletzt nur von der Āsemān-Airline angeflogen wurde. Neben Persisch, der „Nationalsprache“, ist in Ramsar Gilaki weit verbreitet.

## Geschichte
Am 2. Februar 1971 wurde in der Stadt die nach ihr benannte Ramsar-Konvention, eines der ältesten internationalen Vertragswerke zum Umweltschutz, beschlossen.

## Geologie
In einem Gebiet in Ramsar, in dem etwa 2000 Personen leben, wird eine der weltweit höchsten natürlichen Strahlenbelastungen gemessen. Der Grund sind heiße Quellen, die Radon und Radium aus dem Gestein im Untergrund an die Oberfläche bringen. Die durchschnittliche jährliche Äquivalentdosis beträgt etwa 6 mSv, etwa das 20-fache des weltweiten Durchschnitts. In einem Haus an einer Wand in einem Schlafzimmer wurden bis zu 132 mSv gemessen, mit einem höchsten errechneten Wert von 260 mSv. Dieser hohe theoretische Wert wird häufig als einziger Wert für Ramsar genannt. Zum Vergleich dürfen beruflich strahlungsexponierte Personen in Europa pro Jahr maximal 20 mSv, in den USA maximal 50 mSv aufnehmen. Ein Feuerwehrmann in Österreich darf maximal einmal im Leben eine „Katastrophendosis“ von 250 mSv erhalten.

## Sehenswürdigkeiten
- Das alte Hotel Ramsar, welches früher auch ein Kasino war.
- Ein am Meer liegendes Schwimmbad.
- Das Caspian Sea Museum. Archäologische Schätze und alte Bilder lassen sich im ehemaligen Ferienhaus des Schahs auffinden.

Ramsar besitzt außerdem einige Vororte (Sadats).

## Persönlichkeiten
- Ali Asghar Maassoumi (* 1948), Biologe